# Magny-lès-Aubigny
Magny-lès-Aubigny is een gemeente in het Franse departement Côte-d'Or (regio Bourgogne-Franche-Comté) en telt 195 inwoners (1999). De plaats maakt deel uit van het arrondissement Beaune.

## Geografie
De oppervlakte van Magny-lès-Aubigny bedraagt 7,0 km², de bevolkingsdichtheid is 27,9 inwoners per km².
De onderstaande kaart toont de ligging van Magny-lès-Aubigny met de belangrijkste infrastructuur en aangrenzende gemeenten.

## Demografie
Onderstaande figuur toont het verloop van het inwonertal (bron: INSEE-tellingen).